# IC 2457
IC 2457 је спирална галаксија у сазвјежђу Рак која се налази на листи објеката дубоког неба у Индекс каталогу.
Деклинација објекта је + 20° 5' 37" а ректасцензија 9h 17m 4,2s. Привидна величина (магнитуда) објекта IC 2457 износи 15,0 а фотографска магнитуда 15,8.